# Sortie de secours (film)
Pour les articles homonymes, voir Sortie de secours (homonymie).
Pour plus de détails, voir Fiche technique et Distribution.
Sortie de secours est un film français réalisé par Roger Kahane sorti en 1970.

## Synopsis
Une actrice sans grâce secoue la médiocrité d'une vie qui ne veut jamais sourire. Cette femme ne désespère pas. Elle compte bien obliger la vie à finir par s'occuper d'elle...

## Fiche technique
- Titre : Sortie de secours
- Réalisation : Roger Kahane
- Production : Alain Delon
- Producteur délégué : Pierre Caro
- Scénario : Michèle Perrein et Roger Kahane
- Adaptation dialogue : Pascal Jardin
- Musique : Philippe Sarde
- Photographie : Jean-Jacques Tarbes
- Pays d'origine : France
- Format : couleurs Eastmancolor
- Date de sortie : 1970
- Affiche : René Ferracci (France)

## Distribution
- Régine : Mlle S
- Jacques Richard : Henri
- Claude Giraud : Simon Barnaud
- François Billetdoux : Commissaire Bedot
- Jean Le Poulain : Acteur
- Christian de Tillière : Faux Couve
- Hermine Karagheuz : la voisine
- Georges Douking : le régisseur
- Jean Le Poulain : Harpagon
- Pierre Dumayet : lui-même
- Claude Chabrol
- Dominique Zardi
- Daniel Boulanger
- Laurent Dauthuille :
- Jacques Paoli :
- Michel Audiard :
- Marcel Bluwal :
- Michel Beaune :
- Jacques Ciron :
- Pierre Badel :
- Henry Chapier :
- Philippe Soupault :